# Дом весталок
Дом весталок (итал. casa delle Vestali, лат. atrium Vestae) находится рядом с храмом Весты в Римском форуме. От дома сохранился прямоугольный атриум, который раньше обрамляли двухэтажные портики на колоннах. В портиках стояли статуи верховных жриц Весты, некоторые из них дошли до наших дней.

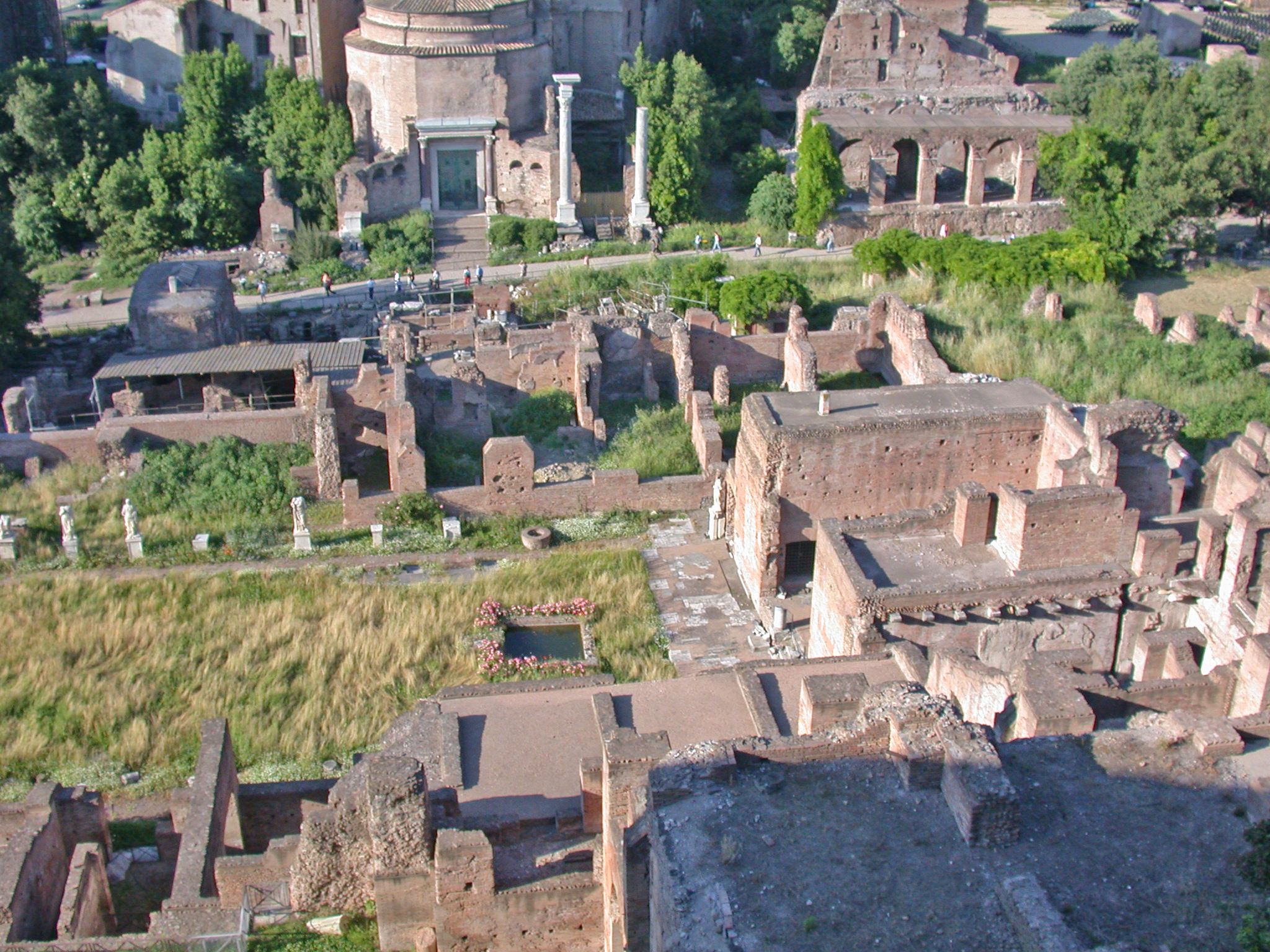
Дом весталок. Восточная часть

При новейших раскопках найдены остатки храма Весты, вместе с жилищем весталок. Этот дом находится у подножия Палатина, близ Форума. Ничто не отличает его от обыкновенного римского дома. Прежде дом предназначался для великого понтифика — общественный дом (domus publica); Август, после того как сам стал великим понтификом в 12 году до н. э., подарил этот дом весталкам.

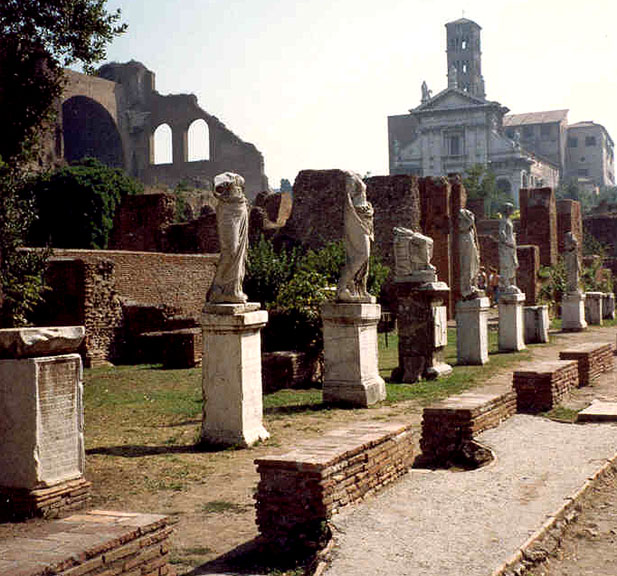
Статуи у дома весталок

Дом, построенный полностью из кирпича, состоит из прямоугольного атриума в 68 метров длины и 28 метров ширины, окружённого портиком в 44 колонны. Из атриума был ход в различные помещения, расположенные в два этажа. Главным из них был tablinum — большой и роскошный приёмный зал. По бокам его шли шесть комнат, предназначенных, видимо, для шести весталок. Посреди атриума видны следы какого-то маленького восьмиугольного здания, тщательно уничтоженного и сровненного с землёй; возможно, что его разрушили сами весталки перед тем, как их община была уничтожена при императоре Феодосии, и что это именно и было потайное святилище, в котором хранились священные предметы.
В портике стояли статуи великих весталок, поставленные различными лицами, облагодетельствованными ими; таких статуй было найдено 12, из них только у трёх уцелела голова. Наиболее хорошо сохранившиеся статуи находятся в музее терм, остальные находятся на месте. Раскопки также показали, что дом весталок неоднократно перестраивался во времена Римской империи.
Институт весталок просуществовал приблизительно до 391 года, когда император Феодосий запретил общественное языческое вероисповедание.